# Kasztíliai Berengária latin császárné
Kasztíliai Berengária (1204 – Konstantinápoly, 1237. április 12.), alternatív neve: Leóni Berengária, franciául: Bérengère de Castille/de Léon, görögül: Βερενγκέλα της Καστίλλης/της Λεόν, spanyolul: Berenguela de Castilla/de León, arabul: برينغاريا من ليون, kasztíliai és leóni királyi hercegnő, jeruzsálemi királyné, latin császárné. I. (Brienne-i) János jeruzsálemi király harmadik felesége és III. Ferdinánd kasztíliai király húga.

## Élete
IX. Alfonz leóni király és Berengária kasztíliai királynő lánya.
1224-ben Toledóban feleségül ment I. (Brienne-i) János jeruzsálemi királyhoz, a Jeruzsálemi Királyság régenséhez. Brienne-i Jánost 1225. november 9-én a veje, II. Frigyes német-római császár, aki Brienne-i János első házasságából, I. Mária jeruzsálemi királynőtől született lányát, II. Izabella jeruzsálemi királynőt vette feleségül, megfosztotta a régensi tisztségétől. Brienne-i Jánost II. Balduin latin császár kiskorúsága idejére meghívták a latin Császárságba, akit 1231-ben Konstantinápolyba való érkeztekor császárrá koronáztak, és az ifjú császárt eljegyezték János és Berengéria lányával, Máriával. János császár 1237. március 27-én hunyt el, Berengária pedig pár héttel később, 1237. április 12-én halt meg Konstantinápolyban, és ott helyezték végső nyugalomra.

## Gyermekei
- Férjétől, I. (Brienne-i) János (1170/75–1237) jeruzsálemi királytól, latin császártól, 4 gyermek:
  - Mária (1225–1275), férje II. Baldvin (1218–1273) latin császár, 2 fiú, többek között:
    - Courtenay Fülöp (1243–1283) címzetes latin császár

  - Alfonz (–1270), Eu grófja, felesége Lusignan Mária (1223 körül–1260), Eu grófnője, 2 gyermek
  - Lajos (–1297), Beaumont-en-Maine algrófja, felesége Beaumont-i Ágnes (–1301), 7 gyermek, többek között:
    - Brienne-i Margit (–1328), férje VII. Bohemond (1260–1287) antichiai herceg, Tripoli grófja, gyermekek nem születtek
    - Brienne-i Mária (–1328), férje III. Henrik mayenne-i úr (–1301), 6 gyermek

  - János (–1296), Franciaország udvarnagya, 1. felesége Coucy Mária skót királyné,[1] 2. felesége Châteauduni Johanna (–1265), második feleségétől 1 leány